# Manuel Corachán
Manuel Corachán Garcia, (Chiva, Valencia, 1881 - Barcelona, 1942) fue un cirujano español.
Estudió Medicina en la Universidad de Barcelona, donde fue discípulo de Enric Ribas i Ribas. En 1921 fue nombrado director del servicio de cirugía del Hospital de la Santa Cruz de Barcelona y fundó la Clínica Corachán. En 1933 fue nombrado profesor de patología quirúrgica de la Universidad de Barcelona autónoma, colaboró en la revista Monografías Médicas y en la realización de un diccionario de terminología médica en catalán. 
En 1936 fue nombrado Consejero de Sanidad de la Generalidad de Cataluña, pero al empezar la guerra civil española huyó primero a Francia y después a Venezuela, donde fue catedrático de técnica quirúrgica y anatómica de la Universidad de Caracas. Fue fundador del Instituto de Cirugía Experimental de esta universidad, centro pionero en el desarrollo de la Cirugía en esta nación, y de donde no volvió hasta 1941, un año antes de morir. Poco después de llegar a España, se contagió en una operación con el tifus exantemático muriendo a los pocos días. Pese a ser una persona obviamente no apreciada por el Régimen, su entierro fue multitudinario. El Dr. Manuel Corachán, fue un cirujano de gran prestigio internacional y Presidente de la Academia de Ciencias Médicas de Cataluña y Baleares.

## Obras
- La cirurgia en els processos abdominals aguts (1926)
- Cirugía gástrica (1934)
- Clínica y terapéutica quirúrgicas de urgencia (1936), con Francesc Domènech i Alsina
- Diccionari de medicina (1936)

- Datos: Q9027725
- Multimedia: Manuel Corachan i Garcia / Q9027725